# 押野見邦英
押野見邦英（おしのみ くにひで、1941年 - ）は日本の建築家。おもに鹿島建設設計部で活動。1969年、最高裁判所設計競技で岡田新一の下、チーフとして案をとりまとめ、1等当選に貢献する。
横浜国立大学在学中に、デザイン学校にも通っていたという。1965年大学卒業と同時に、母校の助手をつとめた後に鹿島建設に入社。同社で担当した建築作品は、1972年の愛知医科大学校舎、1974年の大正製薬総合研究所、1978年の八重洲ブックセンター、1983年の囲いの家、1985年のタグボート・ビル、赤坂ノアビルなど、その他代表作にhhstyle.com/sleep（青海１丁目パレットタウン内）がある。